# 熊谷貨物ターミナル駅
熊谷貨物ターミナル駅（くまがやかもつターミナルえき）は、埼玉県熊谷市久保島字宮田にある、日本貨物鉄道（JR貨物）の貨物駅である。当貨物駅は高崎線に所属する。

## 歴史
- 1979年（昭和54年）10月1日：上越新幹線熊谷駅構内工事の本格化に伴い、熊谷駅の貨物営業を分離する形で開業[1]。同時に秩父鉄道三ヶ尻線が接続。
- 1987年（昭和62年）4月1日：国鉄分割民営化に伴い、国鉄の駅は日本貨物鉄道（JR貨物）の駅となる[1]。
- 2020年（令和2年）
  - 9月30日：秩父鉄道三ヶ尻線の貨物輸送を終了[3]。
  - 12月31日：秩父鉄道三ヶ尻 - 当駅間が廃止となる[2]。

## 駅構造
地上駅。本線の南側2 kmに広がる構内を持つ。構内の熊谷方面から、着発線、コンテナホーム、駅舎の順に並んでいる。
ホームは2面3線ある。ホームの南側には貨車の検修庫、周囲にはJR貨物の仕分け線がある。また、着発線は熊谷駅寄りの上下本線に挟まれた場所に位置し、着発線とホームを結ぶ線路を下り本線の高架橋が立体交差しており、当駅発着の貨物列車は本線支障を起こさない構造となっている。
駅舎内には、営業窓口のJR貨物北関東支店高崎営業所があり、貨車検修箇所の高崎機関区熊谷ターミナル派出（旧高崎客貨車区高崎操派出）があった。
駅入口付近にはセイノースーパーエクスプレス熊谷貨物駅営業所がある。
構内の入換作業は、ジェイアール貨物・北関東ロジスティクス（旧・高崎運輸）が担当しており、入換動車化改造の上同社に転籍したDE10形ディーゼル機関車が2両常駐していた。2019年には同社のDE10に代えてJR貨物新鶴見機関区のHD300形ハイブリッド機関車が配属された。

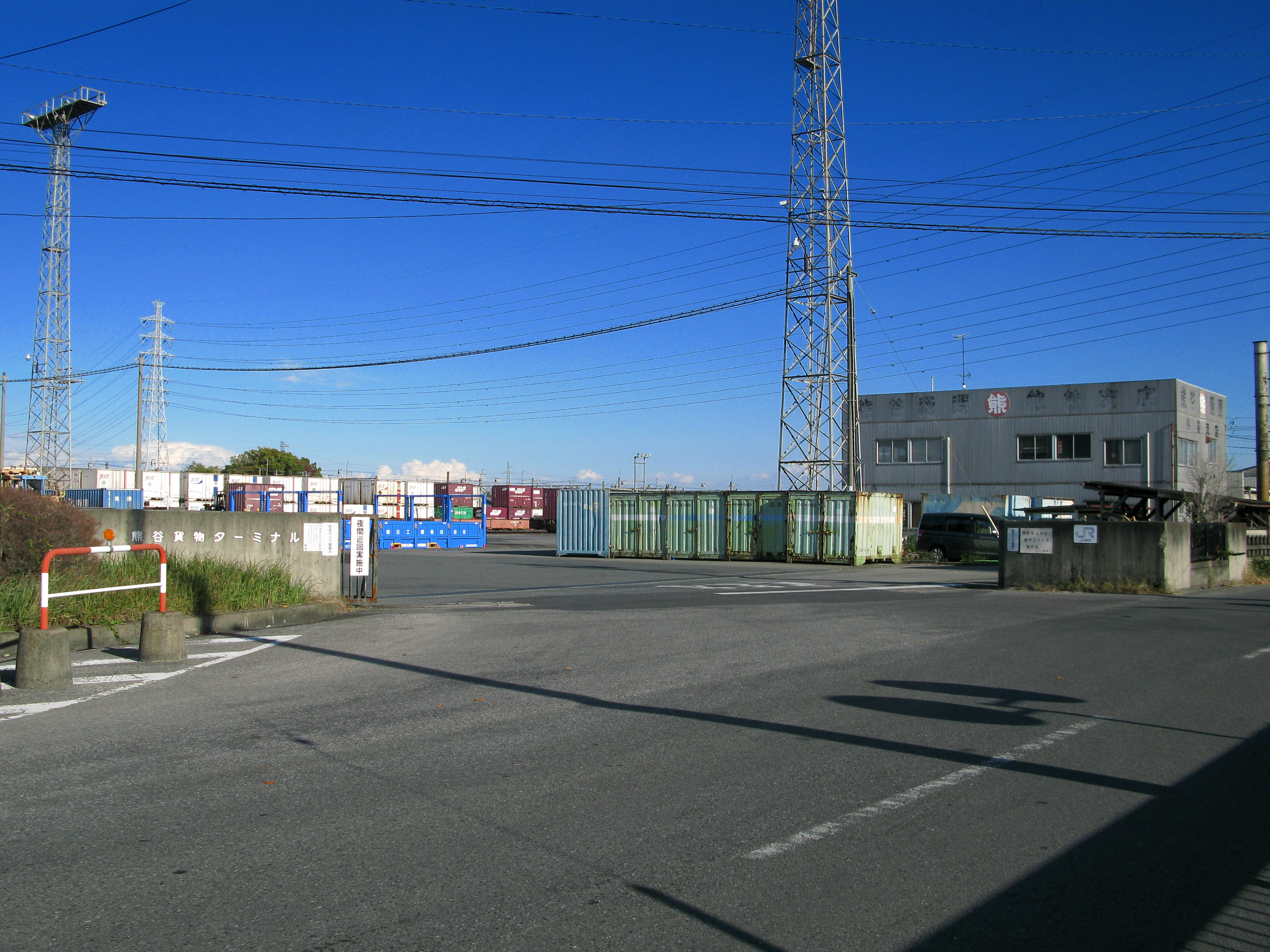
駅入口（2012年11月）
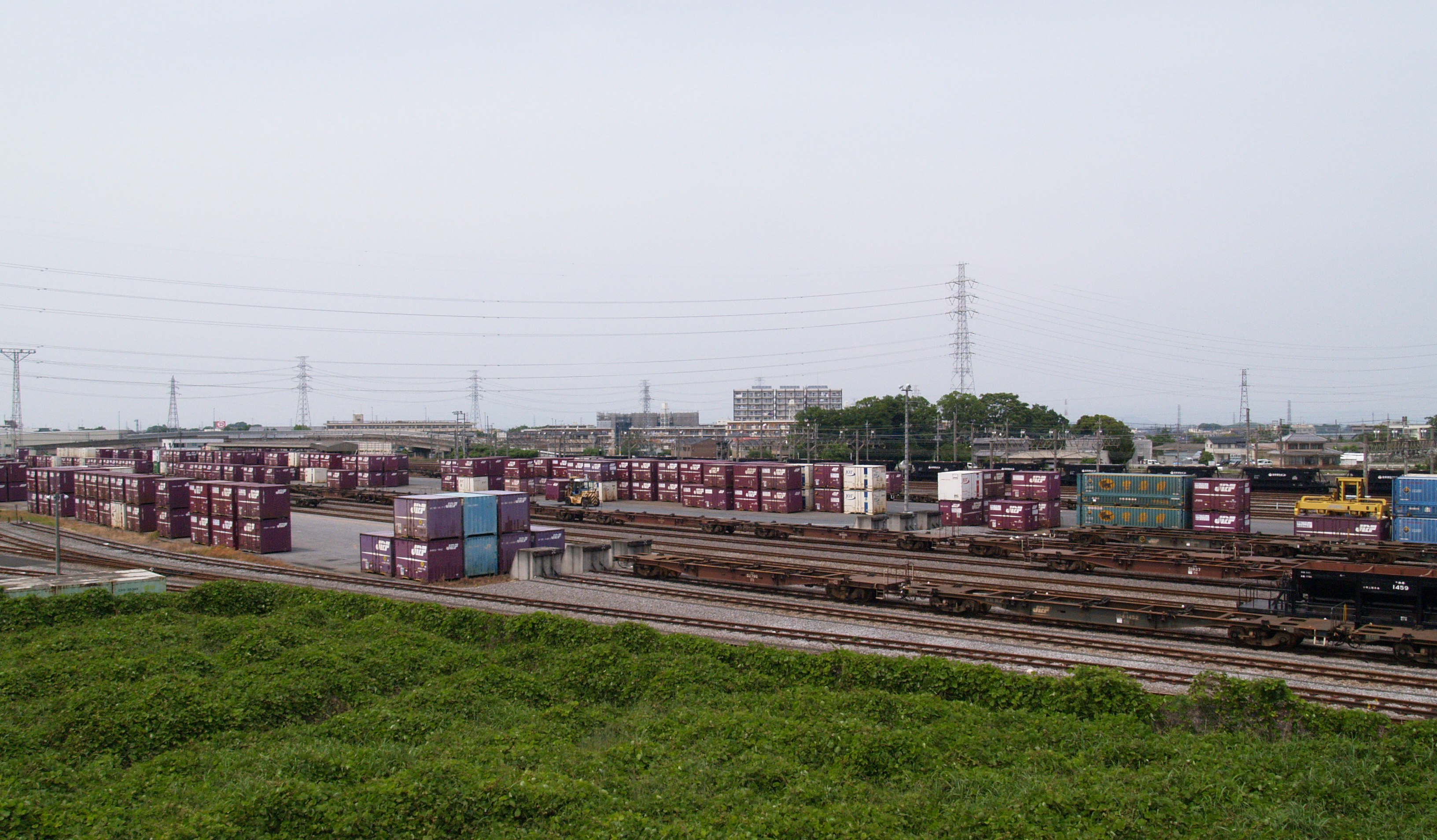
跨線橋から（2012年6月）
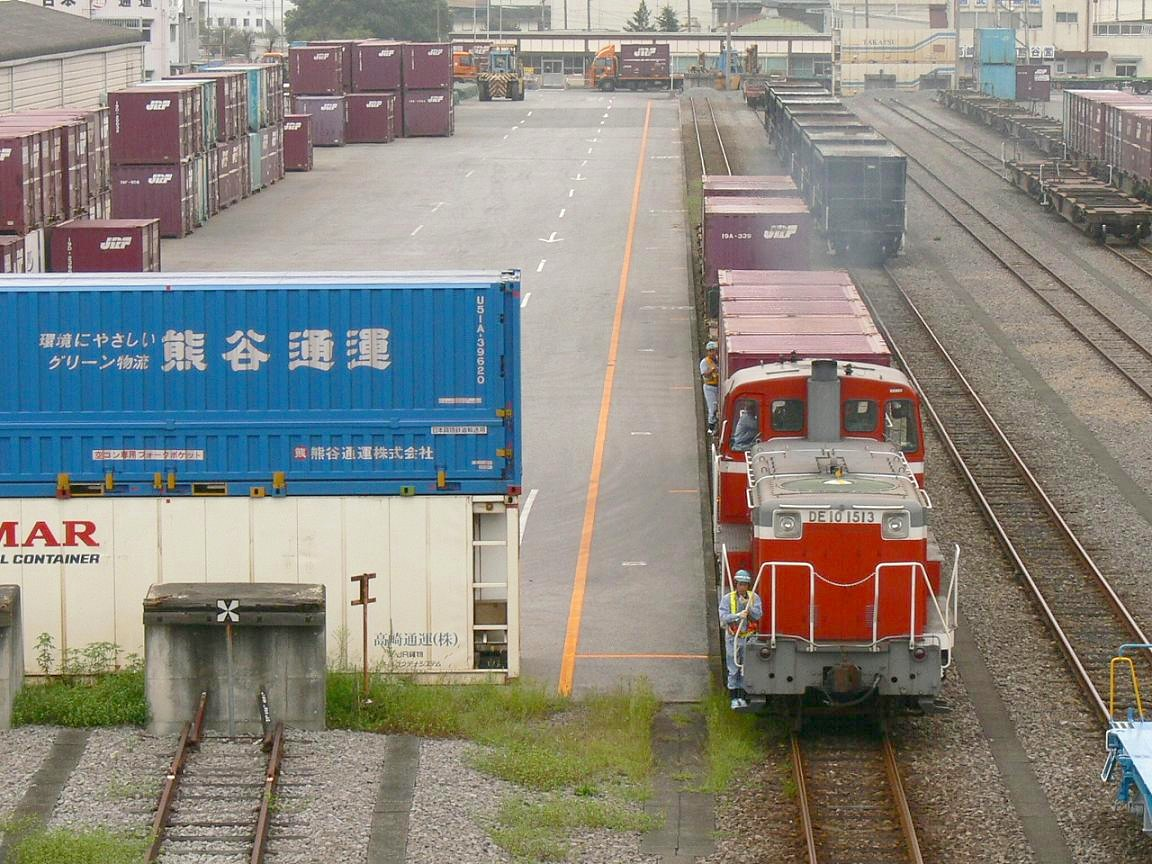
コンテナホーム（2006年9月）
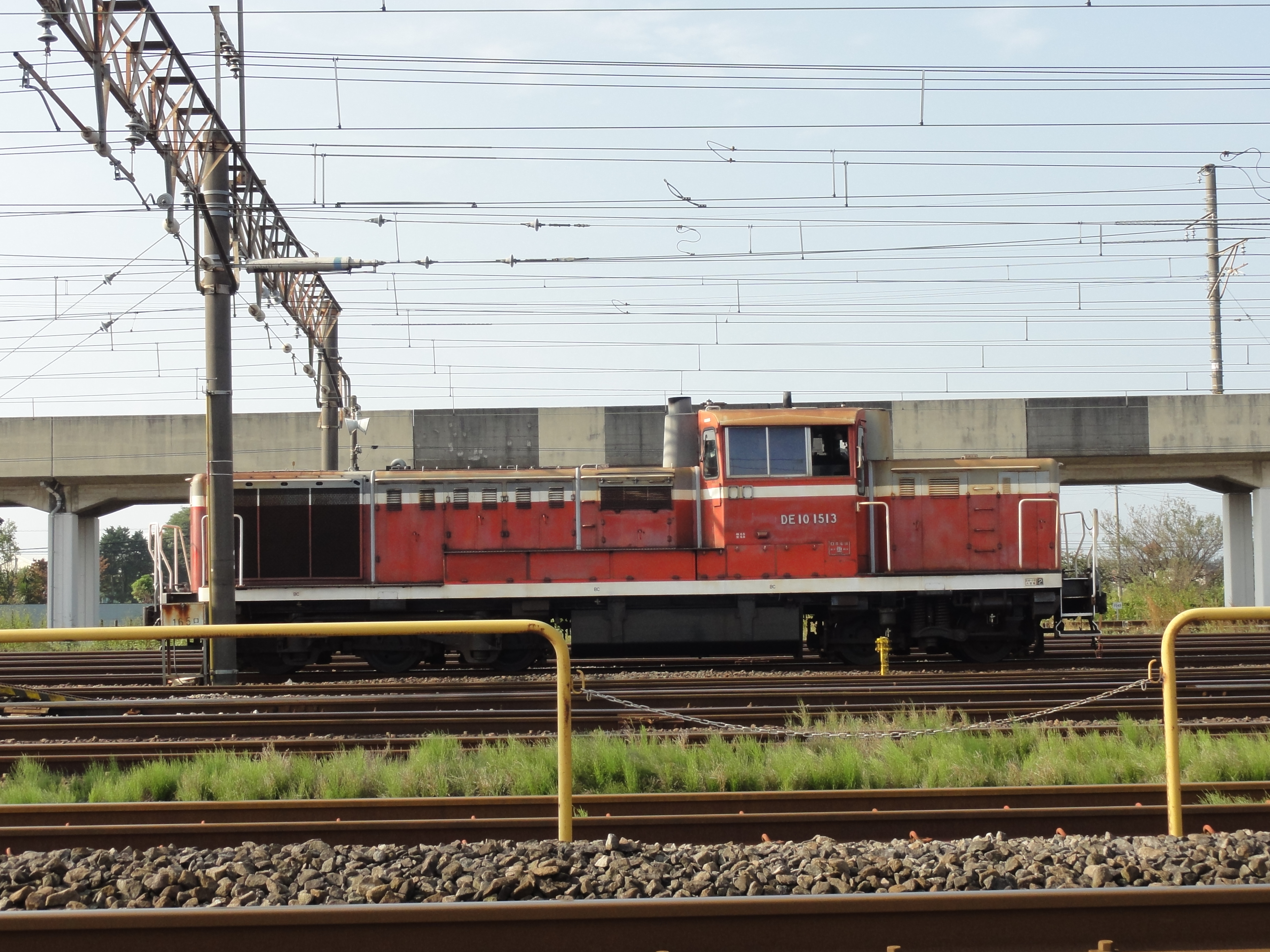
常駐していたDE10 1513（2017年10月）

## 取扱う貨物の種類
- コンテナ貨物
  - 12 ftコンテナ、20 ft大型コンテナを取り扱う。
- 車扱貨物
  - 三ヶ尻線の廃線前は東武鉄道、東京地下鉄（東京メトロ、日比谷線）との車両輸送の受け渡し駅となっていた。当駅 - 三ヶ尻線 - 秩父線を介し、東上線向けは寄居駅で、伊勢崎線・日比谷線向けは羽生駅で接続していた。
- 産業廃棄物・特別管理産業廃棄物の取扱許可を得ている。

## 利用状況
| 年度                | 貨物輸送状況（単位：t） | 貨物輸送状況（単位：t） | 出典     |
| 年度                | 発送                    | 到着                    | 出典     |
| ------------------- | ----------------------- | ----------------------- | -------- |
| 1999年 （平成11年） | 131,723                 | 214,058                 | [ * 1 ]  |
| 2000年 （平成12年） | 140,423                 | 230,836                 | [ * 2 ]  |
| 2001年 （平成13年） | 137,672                 | 235,421                 | [ * 3 ]  |
| 2002年 （平成14年） | 146,483                 | 217,985                 | [ * 4 ]  |
| 2003年 （平成15年） | 148,160                 | 250,001                 | [ * 5 ]  |
| 2004年 （平成16年） | 151,161                 | 260,273                 | [ * 6 ]  |
| 2005年 （平成17年） | 150,170                 | 265,505                 | [ * 7 ]  |
| 2006年 （平成18年） | 150,880                 | 273,091                 | [ * 8 ]  |
| 2007年 （平成19年） | 151,282                 | 300,753                 | [ * 9 ]  |
| 2008年 （平成20年） | 155,714                 | 293,994                 | [ * 10 ] |
| 2009年 （平成21年） | 143,326                 | 253,645                 | [ * 11 ] |
| 2010年 （平成22年） | 171,081                 | 253,263                 | [ * 12 ] |
| 2011年 （平成23年） | 171,272                 | 235,271                 | [ * 13 ] |
| 2012年 （平成24年） | 200,367                 | 254,212                 | [ * 14 ] |
| 2013年 （平成25年） | 196,858                 | 243,274                 | [ * 15 ] |
| 2014年 （平成26年） | 198,822                 | 240,193                 | [ * 16 ] |
| 2015年 （平成27年） | 203,118                 | 234,914                 | [ * 17 ] |
| 2016年 （平成28年） | 222,205                 | 219,186                 | [ * 18 ] |
| 2017年 （平成29年） | 232,583                 | 216,693                 | [ * 19 ] |
| 2018年 （平成30年） | 210,115                 | 192,730                 | [ * 20 ] |
| 2019年 （令和元年） | 221,320                 | 192,098                 | [ * 21 ] |
| 2020年 （令和2年）  | 199,851                 | 194,465                 | [ * 22 ] |
| 2021年 （令和3年）  | 189,189                 | 194,146                 | [ * 23 ] |
| 2022年 （令和4年）  | 200,252                 | 202,234                 | [ * 24 ] |
| 2023年 （令和5年）  | 202,884                 | 214,455                 | [ * 25 ] |

## 貨物列車
（2013年3月16日改正現在）
高速貨物列車
下り列車は1日9本（うち当駅終着が1本）停車する。行き先は、倉賀野駅（1日2本）や金沢貨物ターミナル駅・札幌貨物ターミナル駅・秋田貨物駅・新潟貨物ターミナル駅である。
上り列車は1日10本(うち当駅始発が1本)停車する。行き先は、隅田川駅や東京貨物ターミナル駅・川崎貨物駅・宇都宮貨物ターミナル駅・新座貨物ターミナル駅・越谷貨物ターミナル駅・梶ヶ谷貨物ターミナル駅・福岡貨物ターミナル駅の8か所。
専用貨物列車
下り列車5本、上り列車4本が停車するが、当駅は回送貨車・中継貨車の連結・解放のみを行う。

## 隣の駅
日本貨物鉄道（JR貨物）
高崎線
（熊谷駅） - 熊谷貨物ターミナル駅 - （籠原駅）
- 両隣の駅は東日本旅客鉄道（JR東日本）の旅客駅である。

### 廃止路線
秩父鉄道
三ヶ尻線
三ヶ尻駅 - 熊谷貨物ターミナル駅

### 貨物輸送状況
1. ↑  埼玉県統計年鑑（平成12年）
2. ↑  埼玉県統計年鑑（平成13年）
3. ↑  埼玉県統計年鑑（平成14年）
4. ↑  埼玉県統計年鑑（平成15年）
5. ↑  埼玉県統計年鑑（平成16年）
6. ↑  埼玉県統計年鑑（平成17年）
7. ↑  埼玉県統計年鑑（平成18年）
8. ↑  埼玉県統計年鑑（平成19年）
9. ↑  埼玉県統計年鑑（平成20年）
10. ↑  埼玉県統計年鑑（平成21年）
11. ↑  埼玉県統計年鑑（平成22年）
12. ↑  埼玉県統計年鑑（平成23年）
13. ↑  埼玉県統計年鑑（平成24年）
14. ↑  埼玉県統計年鑑（平成25年）
15. ↑  埼玉県統計年鑑（平成26年）
16. ↑  埼玉県統計年鑑（平成27年）
17. ↑  埼玉県統計年鑑（平成28年）
18. ↑  埼玉県統計年鑑（平成29年）
19. ↑  埼玉県統計年鑑（平成30年）
20. ↑  埼玉県統計年鑑（令和元年）
21. ↑  埼玉県統計年鑑（令和2年）
22. ↑  埼玉県統計年鑑（令和3年）
23. ↑  埼玉県統計年鑑（令和4年）
24. ↑  埼玉県統計年鑑（令和5年）
25. ↑  埼玉県統計年鑑（令和6年）